# Matthew Fontaine Maury

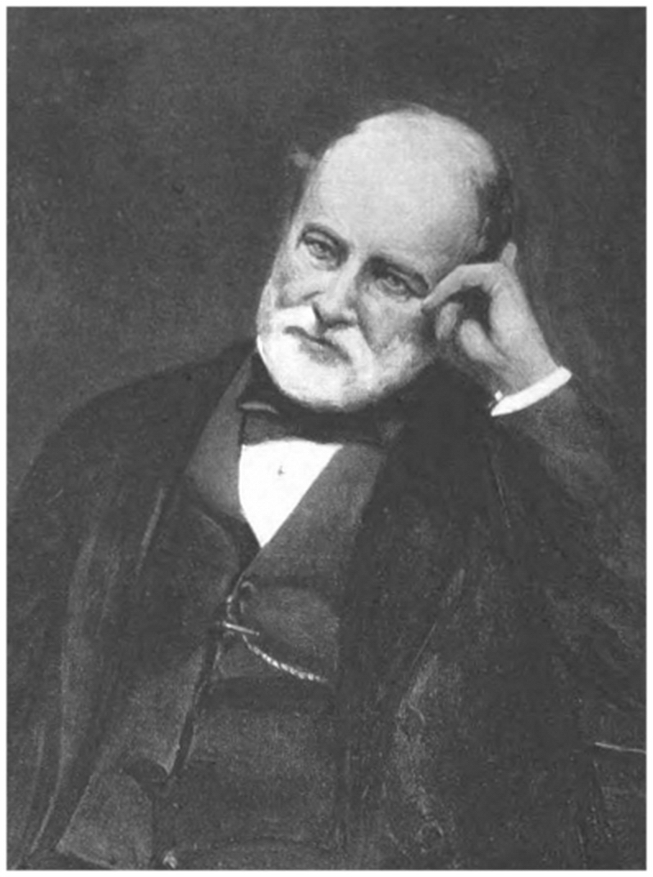
Matthew Fontaine Maury

Matthew Fontaine Maury (Spotsylvania County, 14 januari 1806 - Lexington, 1 februari 1873) was een Amerikaans meteoroloog en oceanograaf.
Hij maakte de allereerste kaart van de bodem van de Noord-Atlantische oceaan. Hij maakte ook aantekeningen over zeestromen en weersomstandigheden en legde hiermee de basis voor weerroutering.

## Eerbetoon
Als officier moest Maury door de marinereglementen verschillende buitenlandse medailles en prijzen weigeren. Daarom werden er enkele aan zijn vrouw toegekend. 
- De Maury-krater op de maan werd naar hem genoemd.
- 3 gebouwen hebben een Maury Hall naar hem genoemd waaronder in het Maritiem departement aan de Universiteit van Virginia.
- Zes schepen werden naar hem genoemd waaronder het Marine schip USS Maury, de USS Commodore Maury (SP-656), een patrouilleboot, een mijnenveger, een onderzoeksboot en de USNS Maury.[2][3]
- Het meer Maury in Newport News, de Maury rivier te Rockbridge County zijn naar hem genoemd.
- Een secundaire school in Norfolk en een lagere school in Alexandria zijn naar hem genoemd.